# Max Gehri
 Max Gehri (auch Gheri; * 11. November 1847 in Innsbruck; † 6. Februar 1909 in Mühlau) war ein österreichischer Maler und Krippenschnitzer.

## Leben und Werk

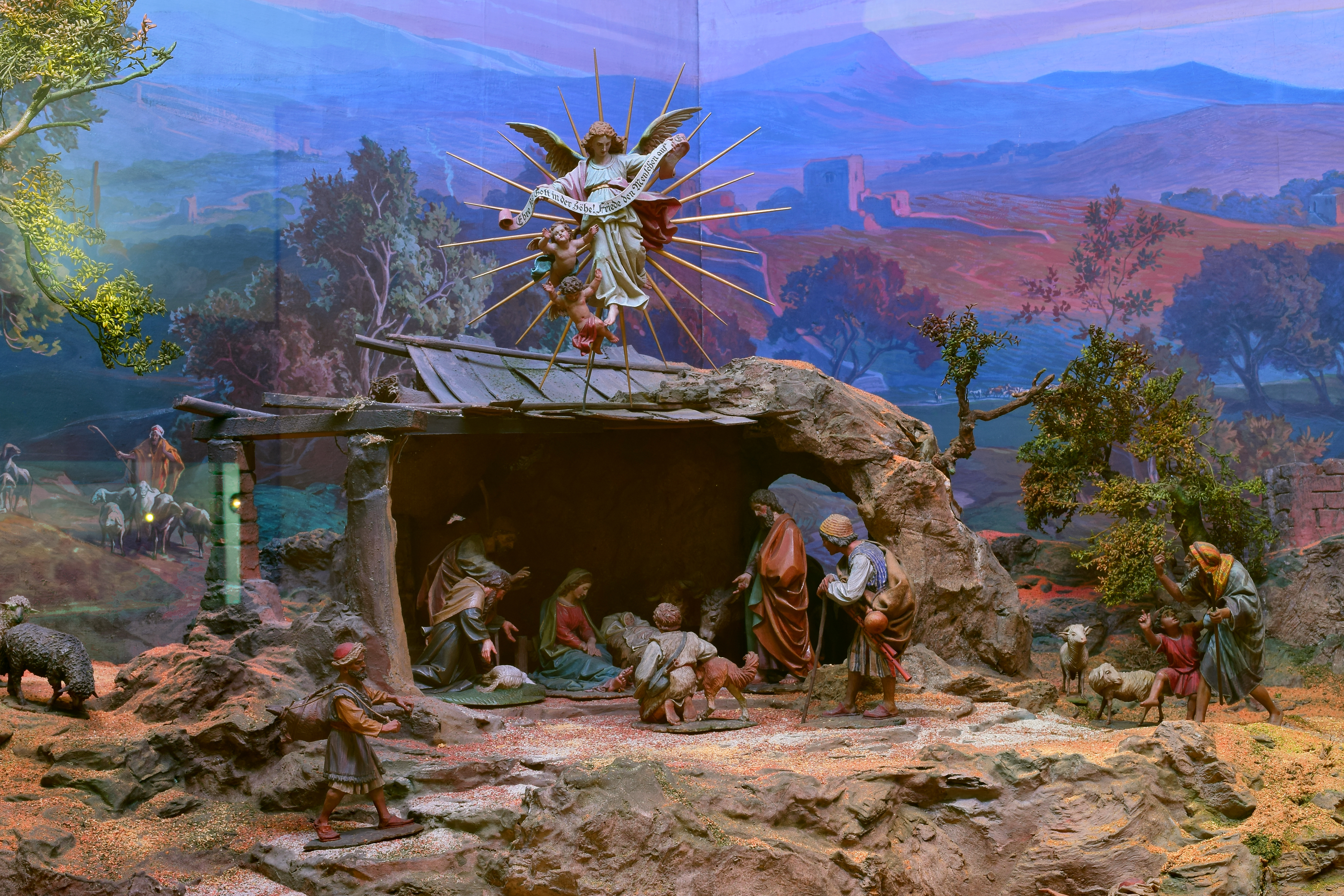
Krippe von Max Gehri im Tiroler Volkskunstmuseum, geschaffen zwischen 1895 und 1905

Der aus Innsbruck-St. Nikolaus stammende Gehri erhielt seine Ausbildung bei Malermeister Fritz und in der Gewerbeschule in Innsbruck. Er lernte von Franz Plattner in Zirl, dessen Gehilfe er war, die Freskomalerei und bei August von Wörndle das Aquarellieren.
Gehri war als Historien-, Landschafts- und Kirchenmaler im Stil der Nazarener tätig und schuf unter anderem Fresken in der Urfahrer Josefskirche (1884–1887, heute übertüncht), in der Neue Pfarrkirche St. Genesius (Wengen) (1890–1893) und in der Stadtpfarrkirche Schärding (1904–1906). Er baute später auch Krippen nach Vorbildern von Joseph von Führich und August von Wörndle, wobei er nicht nur die Krippenfiguren schnitzte und fasste, sondern auch den Krippenberg und den Hintergrund gestaltete. Das Krippenschnitzen erlernte er bei dem Thaurer Bildschnitzer Johann Giner, dem Sohn Johann Giner des Älteren.